# Dipodidae
Dipodidés
Super-famille
Famille
Les Dipodidés (Dipodidae) sont une famille de rongeurs du sous-ordre des Myomorphes et comprenant notamment les gerboises. Elle est classée à part dans la super-famille des Dipodoïdes (Dipodoidea).
Elle comprend des animaux appelés selon les espèces gerboises, sicistes , zapodes ou encore rats sauteurs, car leurs membres postérieurs très longs leur permettent de faire des sauts remarquables.

## Classification
Cette famille a été créée par le zoologiste russe d'origine allemande Johann Fischer von Waldheim (1771-1853) en 1817.

### Genres actuels
Liste des genres actuels selon ITIS et Mammal Species of the World (3e éd., 2005) :
- sous-famille Allactaginae Vinogradov, 1925 : (des gerboises)
  - Allactaga F. Cuvier, 1837
  - Allactodipus Kolesnikov, 1937
  - Pygeretmus Gloger, 1841
- sous-famille Cardiocraniinae Vinogradov, 1925 : (les gerboises naines)
  - Cardiocranius Satunin, 1903
  - Salpingotulus Pavlinov, 1980	
  - Salpingotus Vinogradov, 1922
- sous-famille Dipodinae Fischer de Waldheim, 1817 : (des gerboises)
  - Dipus Zimmermann, 1780
  - Eremodipus Vinogradov, 1930
  - Jaculus Erxleben, 1777
  - Paradipus Vinogradov, 1930
  - Stylodipus G. M. Allen, 1925
- sous-famille Euchoreutinae Lyon, 1901 :
  - Euchoreutes Sclater, 1891 - la Gerboise à longues oreilles
- sous-famille Sicistinae J. A. Allen, 1901:(les sicistes)
  - Sicista Gray, 1827
- sous-famille Zapodinae Coues, 1875 : (les zapodes)
  - Eozapus Preble, 1899
  - Napaeozapus Preble, 1899
  - Zapus Coues, 1875

### Genres éteints
Selon Paleobiology Database (13 mai 2012) :
- sous-famille Allactaginae
  - † Brachyscirtetes
  - † Heosminthus
- sous-famille † Lophocricetinae
  - † Lophocricetus
  - † Paralactaga
  - † Parasminthus
  - † Proalactaga
  - † Protalactaga
  - † Sinozapus
  - † Sminthoides